# Famenot
Famenot – trzeci miesiąc pory peret i siódmy miesiąc roku w kalendarzu egipskim. Jak każdy miesiąc w starożytnym Egipcie trwał 30 dni od 15 stycznia do 13 lutego. Po famenocie następował farmuti.
| Abd · Z2 | pr · r | t · ra |

| Abd · Z2 | pr · r | t · ra |